# Danni Lowinski (serie televisiva 2013)
 Danni Lowinski è una serie televisiva olandese, prodotta dal 2013 da John de Mol e dalla casa di produzione Talpa Fictie: si tratta del remake dell'omonima serie televisiva tedesca, andata in onda dal 2010 al 2016. Protagonista, nel ruolo di Danni Lowinski, è l'attrice Marlijn Weerdenburg; altri interpreti principali sono Michiel Romeyn, Christopher Parren, Frederik Brom e Nyncke Beekhuyzen .
La serie viene trasmessa in prima serata dall'emittente televisiva SBS6.;  Il primo episodio, intitolato Nieuw Leven, andò in onda in prima visione il 20 marzo 2013.

## Produzione e backstage
- Le riprese della serie vengono effettuate in gran parte a Zaandam e dintorni[5][6]

## Episodi
| Stagione         | Episodi | Prima TV Paesi Bassi | Prima TV Italia |
| ---------------- | ------- | -------------------- | --------------- |
| Prima stagione   | 13      | 2013                 | inedita         |
| Seconda stagione | 13      | 2014                 | inedita         |
| Terza stagione   | 11      | 2015                 | inedita         |
| Quarta stagione  | 12      | 2016                 | inedita         |